# Tochuhorn
Das Tochuhorn ist ein 2661 m ü. M. hoher Berg in der Schweiz im Kanton Wallis. Der Berg ist ein nördlicher Ausläufer des Fletschhorns und bildet die westliche Flanke des Simplonpasses.
Das Tochuhorn kann zum Beispiel vom Simplonpass über den westlichen Grat des Berges in einer ca. zweistündigen, leichten Wanderung erreicht werden.